# 陈柱胜
陈柱胜（1977年10月—），笔名柱子，目前是海峡导报社台海网的副主任。

## 生平
2002年进入福建日报报业集团海峡导报社；同年，一个人从厦门骑自行车到西藏拉萨。2003年，随同厦门大学登山队攀登西藏唐拉昂曲雪山；2004年，赴青海可可西里自然保护区作环保志愿者一个月；2005年，随同厦门大学登山队攀登西藏桑丹康桑峰，成功登顶。2006年，参与创办台海网；2008年，成为北京奥运会火炬手；2010年，到台湾采访驻点三个月。